# 프랑스 3
프랑스 3(France 3)는 프랑스의 국영채널로, 프랑스 텔레비지옹에 속해있다. 지상파, 케이블 TV 한정으로 각 지역국마다 지역 방송을 실시하고 있고, 위성 텔레비전, 프랑스 본토를 제외한 해외 영토에서는 프랑스 3 Sat(France 3 Sat)라는 이름의 전국 방송을 하고 있다.

## 연혁
1972년 공영 방송국 ORTF(Office de Radiodiffusion-Télévision Française)의 제3채널(프랑스어: La troisième chaîne)로 개국하였으며, 개국 초창기부터 컬러 텔레비전 방송을 실시하였다. 1975년 ORTF의 해체로 FR3이란 이름으로 분리되었다가 1989년에 Antenne 2 (현 프랑스 2)와 합병, 1992년 현재 프랑스 텔레비지옹을 설립하였다. 2009년부터는 디지털 텔레비전 방송을 서비스하고 있다.

## 같이 보기

프랑스 3의 HD 로고

- 프랑스 텔레비지옹
- 프랑스 2
- 프랑스 4
- 프랑스 5